# 珠洲市農業協同組合
珠洲市農業協同組合（すずしのうぎょうきょうどうくみあい）は、かつて石川県珠洲市に本所を置いていた農業協同組合である。

## 沿革
- 1978年（昭和53年）4月 - 設立。
- 2023年（令和5年）8月 - おおぞら農業協同組合と合併し、能登農業協同組合（JAのと）として発足（存続組合はおおぞら農協）[1][2]。

## 脚註
1. ↑  奥能登地域のJA合併　県内最多の農家加盟「JAのと」誕生NHKニュース 2023年8月2日配信　2023年8月2日閲覧
2. ↑  「JAのと」誕生　穴水で発足式(2023年8月2日、北陸中日新聞)2023年11月14日閲覧